# Stauffer Chemical

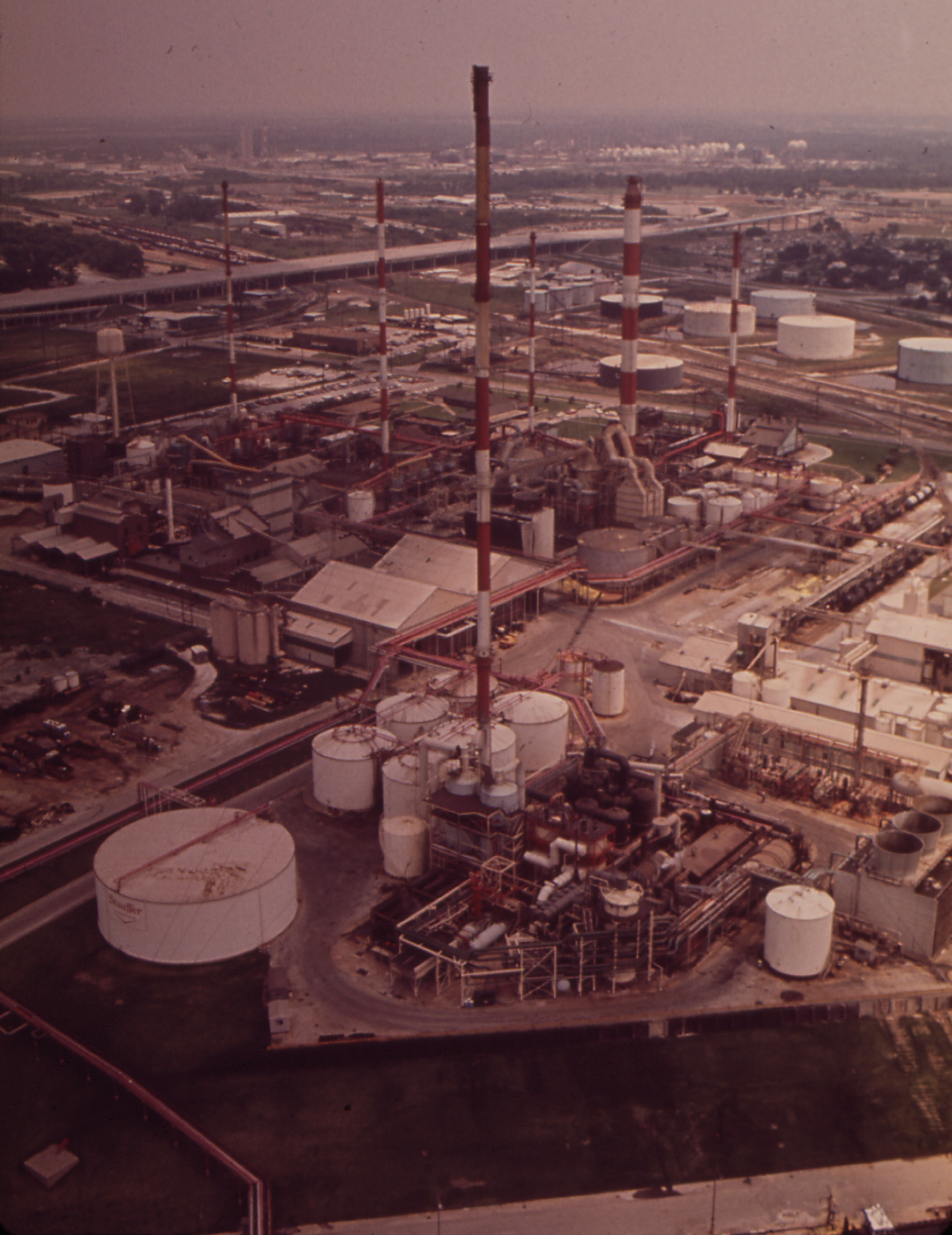
Werk von Stauffer Chemical (1972)

Die Stauffer Chemical Company war ein US-amerikanisches Chemieunternehmen, das Herbizide für Getreide und Reis herstellte. 1987 kaufte Imperial Chemical Industries das Unternehmen von Unilever. Der Hauptsitz befand sich 1987 in Westport. Im Laufe des Jahres verkaufte Imperial Chemical Stauffers Grundchemikaliensparte an Rhône-Poulenc, da man nur am Bereich der Agrochemie interessiert war. Durch den Verkauf der einzelnen Sparten wurde das Unternehmen aufgelöst.

## Geschichte
Das Unternehmen wurde 1885 in San Francisco von dem Deutschen John Stauffer senior und dem Franzosen Christian de Guigne gegründet. Schiffe, die Weizen nach Europa transportierten, nutzten Gestein der Kreidefelsen von Dover als Ballast. Den abgeladenen Ballast nutzte das Unternehmen als günstigen Rohstoff. John Stauffer senior ließ das Unternehmen eintragen. Er starb am 4. März 1940 im Alter von 78 Jahren.
1931 gab das Unternehmen Pläne zur Gründung des Tochterunternehmens Pacific Hard Rubber Company bekannt.
Ein wichtiges Standbein war die Herstellung von Staufferfett. Hans Stauffer, der Neffe von John Stauffer senior, trat 1920 dem Unternehmen bei und zog sich 1967 vom Amt des Geschäftsführers zurück. Er starb 1986. John Stauffer junior, der Sohn des Unternehmensgründers, war ebenfalls Geschäftsführer. Er starb 1972. Das John Stauffer Laboratory for Physical Chemistry, das John Stauffer Chemistry Building der Stanford University und das John Stauffer Science Center des Whittier College sind nach ihm benannt.

## Standortkontamination
Von 1947 bis 1981 unterhielt Stauffer Chemical in Tarpon Springs eine Fabrik zur Herstellung von elementarem Phosphor aus Phosphaterz (28° 10′ 0″ N, 82° 46′ 32,5″ W). Die Fabrik gehörte ursprünglich zu Victor Chemical, wurde jedoch 1960 von Stauffer Chemical gekauft. Die Environmental Protection Agency berichtete davon, dass „Tätigkeiten der Fabrik zur Kontamination von Böden, Grundwasser sowie Gewässern auf dem Gelände führten. Die schwerwiegendsten Bodenverunreinigungen waren Arsen, Antimon, Beryllium, Phosphor, Polycyclische aromatische Kohlenwasserstoffe, Radium und Thallium.“

## Streit über Gewinnzahlen von 1982 und 1983
1984 wurde das Unternehmen von der United States Securities and Exchange Commission beschuldigt, die Gewinne von 1982 und 1983 durch unübliche Buchhaltung überbewertet zu haben.

## Phosphortrichlorid-Anlage
Mitte der 1980er kam das Unternehmen durch den Verkauf von Plänen für eine Chemieanlage zur Produktion von Phosphortrichlorid an die schweizerische Krebs AG in die Schlagzeilen. Die Anlage wurde nach dem Vorbild einer entsprechenden Anlage von Stauffer Chemical in Pennsylvania durch Krebs für die El Nasr Pharmaceutical Company in Ägypten gebaut. Phosphortrichlorid wird sowohl als Ausgangsstoff für die Herstellung von Pestiziden als auch zur Herstellung von Sarin genutzt.